# 田中れいか
田中 れいか（たなか れいか、1995年（平成7年）12月4日 - ）は、日本の社会運動家、モデル。
児童養護施設出身者（ケアリーバー）であることを公表し、社会的養護の理解を深めるための啓発、支援活動を行っている。

## 経歴
葛飾区在住の7歳のときに母が家族のもとから去り、父の鬱積が子どもたちに向かう日が続いた。身の危険を覚え、姉とともにパジャマ姿で家を飛び出し行政に保護を求める。一時保護所を経て世田谷区の児童養護施設「福音寮」に入所し、高校卒業まで生活をする。
駒沢女子短期大学進学後は保育士を志すも留年。この時期に「施設出身モデル」としての活動を始める。
2017年12月、ミス・ユニバース茨城県大会で準優勝を獲得。これを機に児童養護施設の実際について話す活動を始める。当事者活動から始まり、次第に「『業界』に貢献する活動」へと幅を広げている。
2020年12月、大阪市で児童養護施設や里親家庭から進学する子たちの受験費用をサポートする「一般社団法人ゆめさぽ」の設立に参加し、代表理事に就任。2023年4月、子ども家庭庁こども家庭審議会委員。

## 活動内容
「生い立ち関係なく、誰でも好きな"じぶん”になれる！」をキーフレーズに、「社会的養護を知るためのハードルを下げたい」として、講演・メディア・SNS等を通して社会的養護に関する情報発信や、自身と同じケアリーバーへの支援に積極的に取り組んでいる。
田中は施設出身者を社会的弱者とみなす偏見には異を唱え、「一人ひとりとしっかりと向き合い、話を聞くことが重要」「同情ではなく、一人の人として向き合ってほしい。そして、共感してほしい」と説く。実際田中自身もモデルとして活動していた時期に、モデルとしての役割よりも施設出身者としての役割を求められ「『児童養護施設出身者あるある』に染まってしまっていることが本当に受け入れがたく」、活動を休止した時期があった。こうした経験などから「児童養護施設での育ちをポジティブに伝えたい」とする現在の姿勢につながっている。
ケアリーバー支援については、退所後のケアの必要性を重視している。また児童養護施設の今後については、全国児童養護施設協議会「今後の児童養護施設に求められるもの 最終報告書」を引いて「施設を拠点としたアフターケア（施設退所後の支援）が充実していく」と展望し、「退所後に施設とのつながりが薄くなることで、社会から孤立してしまう子を減らすために必要だと思っています。」と説く。

## 著書
- 『児童養護施設という私のおうち』旬報社、2021年12月。ISBN 978-4-8451-1731-4。

## 出演
ラジオ
- クリエイタークロス（2020年8月24日 - 2023年12月25日、渋谷クロスFM）- MC。※田中麗華名義[15][16]
- 大竹まこと ゴールデンラジオ（2022年11月22日、文化放送） - ゲスト
- 田中れいかのレコメン！リアルボイス（2024年11月7日 - 、文化放送、レコメン！内コーナー）- MC

テレビ
- サンデーモーニング（2022年5月15日、TBSテレビ） - ゲストコメンテーターとして出演